# Zomicarpella
Zomicarpella Schott – rodzaj bylin, geofitów, należący do rodziny obrazkowatych, liczący dwa gatunki: Zomicarpella amazonica Bogner (endemiczny dla stanu Amazonas w Brazylii) i Zomicarpella maculata N.E.Br. (endemiczny dla Peru i Kolumbii). Rośliny z tego rodzaju zasiedlają pierwotne, niezalewane lasy deszczowe, porośnięte bambusowymi z gatunku Guadua sarcocarpa, na wysokości od 400 do 500 m n.p.m. Kwitną od października do stycznia. Liczba chromosomów 2n = 26.

## Morfologia
PokrójRośliny zielne o wysokości od 8 do 20 cm.
ŁodygaRośliny tworzą podziemne kłącze (Z. amazonica) lub nieregularnie kulistą bulwę pędową o szerokości do 1,2 cm i wysokości do 1 cm (Z. maculata).
LiścieRośliny tworzą od 1 do 2 liści na cylindrycznych i lekko zwężających się, matowych, oliwkowo-zielonych ogonkach o długości od 9 do 15 cm. Pochwy liściowe o długości do 1 cm. Blaszki liściowe oszczepowato-strzałkowate (Z. amazonica) lub sercowato-strzałkowate o wymiarach do 10×8 cm (Z. maculata), jasnozielone u nasady, dalej ciemniejsze. Użyłkowanie siatkowate. Żyłki pierwszorzędowe zbiegają się w żyłkę brzegową.
KwiatyKwiatostan pojedynczy (lub podwójny u roślin z 2 liśćmi) typu kolbowatego pseudancjum. Szypułka o długości do 14 cm, cylindryczna i lekko zwężająca się, jasnozielona. Pochwa kwiatostanu lancetowata, o długości 1,5–2,5 cm, z wyraźną nerwacją, u Z. amazonica lekko zwężona. Kolba krótsza od pochwy (Z. amazonica) lub znacznie od niej dłuższa (Z. maculata). Kwiaty żeńskie butelkowate do podłużno-eliptycznych oddzielone od męskich wąskim paskiem prątniczek. Wyrostek kolby smukły i cienki, u Z. maculata purpurowy. Jednokomorowe i jednozalążkowe zalążnie wklęsło-kuliste (Z. amazonica) lub podłużno-eliptyczne (Z. maculata). Znamię słupka małe, szerokości szyjki (Z. amazonica) lub niemal osadzone, wyraźne (Z. maculata). Jednopręcikowe kwiaty męskie ułożone bardzo gęsto (Z. amazonica) lub swobodnie (Z. maculata). Pylniki kuliste, ciemnopurpurowe. Pyłek pomarańczowy.
OwoceOwocostan składa się z 5–6 podłużno-eliptycznych jagód, zawierających jedno podłużno-eliptyczne nasiono. Łupina gładka, żółto i purpurowo nakrapiana. Bielmo obfite. Zarodek eliptyczny.

## Systematyka
Rodzaj należy do podrodziny Aroideae z rodziny obrazkowatych.